# حي المدرسة (فرع العدين)

تعديل مصدري - تعديل

حي المدرسة محلة تابعة لقرية المجدورة، التابعة لعزلة الوزيرة بمديرية فرع العدين إحدى مديريات محافظة إب في الجمهورية اليمنية، بلغ تعداد سكانها 77 حسب تعداد اليمن لعام 2004.